# Répartition de l'eau sur Terre

La distribution de l'eau de la terre.

Distribution de l'eau de la terre.

L'eau est distribuée partout à travers l'hydrosphère de la Terre. La majeure partie de l'eau de l'atmosphère et de la croûte terrestre provient de l'eau de mer de l'océan mondial, tandis que l'eau douce ne représente que 2,5 % du total[réf. nécessaire]. Parce que les océans, qui couvrent environ 70,8 % de la surface de la Terre, reflètent la lumière bleue, la Terre apparaît bleue de l'espace et est souvent appelée la planète bleue et Point bleu pâle. On estime que 1,5 à 11 fois la quantité d'eau dans les océans se trouve à des centaines de kilomètres de profondeur à l'intérieur de la Terre, mais pas sous forme liquide[réf. nécessaire]. Le noyau externe aussi pourrait contenir de l'eau (dissoute dans le fer fondu), voire constituer le principal réservoir de l'eau terrestre.
La lithosphère océanique est jeune, mince et dense, sans qu'aucune des roches ne soit plus ancienne que la décomposition de la Pangée. Comme l'eau est beaucoup plus dense que n'importe quel gaz, l'eau coule dans les « dépressions » formées par la forte densité de la croûte océanique. (Sur une planète comme Vénus, sans eau, les dépressions semblent former une vaste plaine au-dessus de laquelle s'élèvent des plateaux). Comme les roches de faible densité de la croûte continentale contiennent les grandes quantités de sels facilement érodables des métaux alcalins et alcalino-terreux, le sel s’est accumulé dans les océans au cours des milliards d’années, résultat de l’évaporation de l’eau qui ramène l’eau douce sous forme de pluie et de neige.
En conséquence, la plus grande partie de l’eau sur Terre est considérée comme une eau salée, avec une salinité moyenne de 3,5 %, soit environ 34 g de sels dans 1 kg d’eau de mer), bien que cela varie légèrement en fonction de la quantité de ruissellement reçu des terres environnantes. Au total, l’eau des océans et des mers marginales, les eaux souterraines salines et l'eau des lacs fermés contenant une solution saline, représentent plus de 97 % de l’eau sur Terre, bien qu'aucun lac fermé ne contienne une quantité d'eau importante. Les eaux souterraines salines sont rarement prises en compte sauf lors de l'évaluation de la qualité de l'eau dans les régions arides.
Le reste des eaux de la Terre constitue la ressource en eau douce de la planète. En règle générale, l’eau douce est définie comme une eau dont la salinité est inférieure à 1 % de celle des océans — c’est-à-dire inférieure à environ 0,35 ‰. L'eau avec une salinité comprise entre ce niveau et 1 ‰ est généralement appelée eau marginale car elle est marginale pour de nombreuses utilisations par l'homme et les animaux. Le rapport de l'eau salée à l'eau douce sur Terre est d'environ 40 à 1.
L'eau douce de la planète est également très inégalement répartie. Bien que dans des périodes chaudes comme celle du Mésozoïque et du Paléogène, quand il n’y avait pas de glaciers sur la planète, toute l’eau douce se trouvait dans les rivières et les ruisseaux, aujourd'hui la plus grande partie de l’eau douce est constituée de glace, neige, eaux souterraines et humidité du sol, 0,3 sous forme liquide à la surface[réf. nécessaire]. De l'eau douce de surface liquide, 87 % sont contenus dans des lacs, 11 % dans des marécages et seulement 2 % dans des rivières[réf. nécessaire]. De petites quantités d'eau existent également dans l'atmosphère et chez les êtres vivants. Parmi ces sources, seule l'eau de rivière est généralement valorisable.
La plupart des lacs se trouvent dans des régions très inhospitalières telles que les lacs glaciaires du Canada, le lac Baïkal en Russie, le lac Khövsgöl en Mongolie et les Grands Lacs africains. Les Grands Lacs d'Amérique du Nord, qui contiennent 21 % de l'eau douce de surface mondiale en volume,,, sont l'exception. Ils sont situés dans une région hospitalière, fortement peuplée. Le bassin des Grands Lacs abrite 33 millions de personnes. Les villes canadiennes de Toronto, Hamilton, Ontario, St. Catharines, Niagara, Oshawa, Windsor et Barrie, et les villes américaines de Duluth, Milwaukee, Chicago, Gary, Détroit, Cleveland, Buffalo et Rochester, sont toutes situées sur rives des Grands Lacs.
Bien que le volume total des eaux souterraines soit connu pour être beaucoup plus important que celui des eaux de ruissellement, une grande partie de ces eaux souterraines est salée et devrait donc être classée avec l’eau salée ci-dessus. Il y a aussi beaucoup d'eau fossile dans les régions arides qui n'a jamais été renouvelée depuis des milliers d'années. Cela ne peut être considéré comme une eau renouvelable.
Cependant, les eaux douces souterraines sont d'une grande valeur, en particulier dans les pays arides tels que l'Inde. Leur distribution est globalement similaire à celle des eaux de surface, mais elle est plus facile à stocker dans les climats chauds et secs, car les réservoirs d’eau souterraine sont beaucoup plus protégés de l’évaporation que ne le sont les barrages. Dans des pays tels que le Yémen, les eaux souterraines provenant de précipitations irrégulières pendant la saison des pluies constituent la principale source d'eau d'irrigation.
Étant donné que la recharge des aquifères est beaucoup plus difficile à mesurer que le ruissellement de surface, les eaux souterraines ne sont généralement pas utilisées dans les zones où même des niveaux d'eau de surface relativement limités sont disponibles. Même aujourd'hui, les estimations de la recharge totale des eaux souterraines varient considérablement pour la même région en fonction de la source d'information utilisée et des cas où les eaux souterraines fossiles sont prélevées au-delà du taux de recharge (y compris l'aquifère Ogallala)) sont très fréquents et presque toujours pas sérieusement considérés lors de leurs premiers développements.

## Distribution d'eau salée et d'eau douce
Le volume total d'eau sur Terre est estimé à 1,386 milliard de km3 (333 millions de miles cubes), 97,5 % est de l'eau salée et 2,5 % de l'eau douce. Seulement 0,3 % de l'eau douce est sous forme liquide à la surface de la terre,,. De plus, le manteau inférieur de l'intérieur de la terre peut contenir jusqu'à cinq fois plus d'eau que toutes les eaux de surface combinées (océans, lacs et rivières).
| Source d'eau                   | Volume d'eau (km3) | % eau totale | % eau salée | % eau douce | % eau douce de surface liquide |
| ------------------------------ | ------------------ | ------------ | ----------- | ----------- | ------------------------------ |
| Océan mondial                  | 1 338 000 000      | 96,5         | 99,0        |             |                                |
| Océan Pacifique                | 669 880 000        | 48.3         | 49,6        |             |                                |
| Océan Atlantique               | 310 410 900        | 22,4         | 23,0        |             |                                |
| Océan Indien                   | 264 000 000        | 19,0         | 19,5        |             |                                |
| Océan Austral                  | 71 800 000         | 5,18         | 5,31        |             |                                |
| Océan Arctique                 | 18 750 000         | 1,35         | 1,39        |             |                                |
| Glace et neige                 | 24 364 000         | 1,76         |             | 69,6        |                                |
| Glacier                        | 24 064 000         | 1,74         |             | 68,7        |                                |
| Inlandsis de l'Antarctique     | 21 600 000         | 1,56         |             | 61,7        |                                |
| Inlandsis du Groenland         | 2 340 000          | 0,17         |             | 6,68        |                                |
| Îles de l'océan Arctique       | 83 500             | 0,006        |             | 0,24        |                                |
| Chaîne de montagnes            | 40 600             | 0,003        |             | 0,12        |                                |
| Glace au sol et pergélisol     | 300 000            | 0,022        |             | 0,86        |                                |
| Eaux souterraines              | 23 400 000         | 1,69         |             |             |                                |
| Eaux souterraines salines      | 12 870 000         | 0,93         | 0,95        |             |                                |
| Eaux souterraines douces       | 10 530 000         | 0,76         |             | 30,1        |                                |
| Humidité du sol                | 16 500             | 0,0012       |             | 0,047       |                                |
| Lacs                           | 176 400            | 0,013        |             |             |                                |
| Lac salés                      | 85 400             | 0,0062       | 0,0063      |             |                                |
| Mer Caspienne                  | 78 200             | 0,0056       | 0,0058      |             |                                |
| Autres lacs salés              | 7 200              | 0,00052      | 0,00053     |             |                                |
| Lacs d'eau douce               | 91 000             | 0,0066       |             | 0,26        | 87,0                           |
| Grands Lacs d'Afrique          | 30 070             | 0,0022       |             | 0,086       | 28,8                           |
| Lac Baïkal                     | 23 615             | 0,0017       |             | 0,067       | 22,6                           |
| Grands Lacs d'Amérique du Nord | 22 115             | 0,0016       |             | 0,063       | 21,1                           |
| Autres lacs d'eau douce        | 15 200             | 0,0011       |             | 0,043       | 14,5                           |
| Atmosphère terrestre           | 12 900             | 0,00093      |             | 0,037       |                                |
| Marais                         | 11 470             | 0,00083      |             | 0,033       | 11,0                           |
| Rivières                       | 2 120              | 0,00015      |             | 0,0061      | 2,03                           |
| Eau biologique                 | 1 120              | 0,000081     |             | 0,0032      |                                |

## Distribution d'eau de rivière
Le volume total d'eau dans les rivières est estimé à 2 120 km3 (510 miles cubes), soit 2 % de l'eau douce de surface sur Terre. Les rivières et les bassins sont souvent comparés non pas en fonction de leur volume statique, mais de leur écoulement d'eau ou de surface. La répartition des eaux de ruissellement sur la surface de la Terre est très inégale.
| Continent ou région             | Ruissellement des rivières (km3/an) | Pourcentage du total mondial |
| ------------------------------- | ----------------------------------- | ---------------------------- |
| Amérique du Nord                | 7 800                               | 17,9                         |
| Amérique du Sud                 | 12 000                              | 27,6                         |
| Europe                          | 2 900                               | 6,7                          |
| Moyen-Orient et Afrique du Nord | 140                                 | 0,3                          |
| Afrique subsaharienne           | 4 000                               | 9,2                          |
| Asie (hors Moyen-Orient)        | 13 300                              | 30,6                         |
| Australie                       | 440                                 | 1,0                          |
| Océanie                         | 6 500                               | 14,9                         |

Il peut y avoir d'énormes variations dans ces régions. Par exemple, un quart de l'approvisionnement en eau douce renouvelable limité à l'Australie se trouve dans la péninsule du Cap York, presque inhabitée. En outre, même dans les continents bien arrosés, il existe des zones extrêmement dépourvues d'eau, telles que le Texas en Amérique du Nord], dont l’approvisionnement en eau renouvelable s'élève à seulement 26 km3/an sur une superficie de 695 622 km2, ou l'Afrique du Sud, avec seulement 44 km3/an en 1 221 037 km2. Les zones les plus concentrées en eau renouvelable sont :
- Les bassins de l'Amazone et de l'Orénoque (un total de 6 500 km3/an ou 15 % du ruissellement global)
- Bassin du Congo - 1 320 km3/an[13] ;
- Asie de l'Est
  - Yangzi Jiang - 1 000 km3/an
- Asie du Sud et Asie du Sud-Est, avec un total de 8000 km3/an ou 18 % du ruissellement mondial
  - Bassin du Brahmapoutre - 900 km3/an
  - Bassin Irrawaddy - 500 km3/an
  - Bassin du Mékong - 450 km3/an
- Canada, avec plus de dix pour cent de l'eau des rivières du monde et un grand nombre de lacs
  - Mackenzie - plus de 250 km3/an
  - Yukon - plus de 150 km3/an
- Sibérie
  - Ienisseï — plus de 5 % de l'eau douce du monde dans le bassin — le deuxième en importance après l'Amazonie
  - Ob - plus de 500 km3/an
  - Léna - plus de 450 km3/an
- Nouvelle-Guinée
  - Fly et Sepik - total supérieur à 300 km3/an sur seulement 150 000 km2 de la superficie du bassin.

## Surface, volume et profondeur de l'océan mondial
| Plan d'eau                  | Région (106 km2) | Volume (106 km3) | Profondeur moyenne (m) |
| --------------------------- | ---------------- | ---------------- | ---------------------- |
| Océan Atlantique            | 82,4             | 323,6            | 3 926                  |
| Océan Pacifique             | 165,2            | 707,6            | 4 282                  |
| Océan Indien                | 73,4             | 291,0            | 3 963                  |
| Tous les océans et les mers | 361              | 1 370            | 3 796                  |

## Variabilité de la disponibilité de l'eau
La variabilité de la disponibilité de l'eau est importante à la fois pour le fonctionnement des espèces aquatiques et pour les utilisations humaines de l'eau : une eau disponible uniquement sur quelques années humides ne doit pas être considérée comme renouvelable. Étant donné que la plupart des écoulements mondiaux proviennent de zones à très faible variabilité climatique, le ruissellement global est généralement peu variable.
En effet, même dans la plupart des zones arides, il y a peu de problèmes de variabilité du ruissellement car les sources d’eau les plus utilisables proviennent des régions de haute montagne qui fournissent une fonte très fiable des glaciers comme principale source d'eau. Cela a aidé historiquement le développement de nombreuses grandes civilisations de l’histoire ancienne, et permet encore aujourd'hui l'agriculture dans des zones productives telles que la Vallée de San Joaquin.
Cependant, en Australie et en Afrique australe, l’histoire est différente. Ici, la variabilité du ruissellement est beaucoup plus élevée que dans les autres régions continentales du monde avec des climats similaires. Les climats typiquement tempérés (classification climatique de Köppen C) et arides (classification climatique de Köppen B) en Australie et en Afrique australe ont jusqu'à trois fois le coefficient de variation de ruissellement de ceux des autres régions continentales. La raison en est que, alors que tous les autres continents ont vu leurs sols largement façonnés par la glaciation et le façonnement des montagnes du Quaternaire, les sols d’Australie et d’Afrique australe ont été largement altérés depuis au moins le Crétacé inférieur et généralement depuis la période glaciaire du Carbonifère. Par conséquent, les niveaux de nutriments disponibles dans les sols australiens et sud-africains sont généralement moins élevés que ceux des climats similaires des autres continents, et la flore native compense cela par des densités d’enracinement beaucoup plus élevées (ex. :  racine protéoïde). Comme ces racines absorbent beaucoup d’eau, le ruissellement dans les rivières typiques d’Australie et d’Afrique du Sud ne se produit que pour des précipitations d'environ 300 mm (12 pouces). Dans d'autres continents, le ruissellement se produira après des pluies assez faibles dues aux faibles densités d'enracinement.
| Type de climat (Köppen)          | Pluviométrie annuelle (mm) | Ratio de ruissellement typique pour l'Australie et l'Afrique du Sud | Ratio de ruissellement typique pour le reste du monde |
| -------------------------------- | -------------------------- | ------------------------------------------------------------------- | ----------------------------------------------------- |
| BWh                              | 250                        | 1 % (2,5 mm)                                                        | 10 % (25 mm)                                          |
| BSh (sur la frange Méditerranée) | 350                        | 3 % (12 mm)                                                         | 20 % (80 mm)                                          |
| Csa                              | 500                        | 5 % (25 mm)                                                         | 35 % (175 mm)                                         |
| Caf                              | 900                        | 15 % (150 mm)                                                       | 45 % (400 mm)                                         |
| Cb                               | 1100                       | 25 % (275 mm)                                                       | 70 % (770 mm)                                         |

La conséquence en est que de nombreuses rivières en Australie et en Afrique australe (par rapport à un très faible nombre sur d’autres continents) sont théoriquement impossibles à réguler, parce que les taux d'évaporation des barrages, signifiant un stockage suffisamment grand pour réguler théoriquement la rivière à un niveau donné, ne permettrait en fait d'allouer que très peu de tirant d'eau. Parmi ces rivières, citons celles du Bassin du lac Eyre. Même pour les autres fleuves australiens, un stockage trois fois plus important est nécessaire pour fournir un tiers de l’offre d’un climat comparable dans le sud-est de l’Amérique du Nord ou le sud de la Chine. Elle affecte également la vie aquatique, favorisant fortement les espèces capables de se reproduire rapidement après des crues élevées, de sorte que certaines survivront à la prochaine sécheresse.
En revanche, les rivières climatiques tropicales (classification climatique de Köppen A) en Australie et en Afrique australe ne présentent pas de taux de ruissellement nettement inférieurs à ceux des climats similaires dans d’autres régions du monde. Bien que les sols de l'Australie tropicale et de l'Afrique australe soient encore plus pauvres que ceux des régions arides et tempérées de ces continents, la végétation peut utiliser le phosphore ou le phosphate organique dissous dans l'eau de pluie comme source de nutriment. Dans les climats plus froids et plus secs, ces deux sources ont tendance à être pratiquement inutiles, ce qui explique pourquoi de tels moyens spécialisés sont nécessaires pour extraire le phosphore le plus minimal possible.
Il existe d'autres zones isolées de grande variabilité de ruissellement, mais celles-ci sont essentiellement dues à des précipitations irrégulières plutôt qu'à des hydrologies différentes. Celles-ci incluents :
- Asie du sud-ouest ;
- Nordeste au Brésil ;
- Grandes Plaines des États-Unis.

## L'eau dans le manteau de la terre
On estime que l’intérieur de la Terre  contient de 1,5 à 11 fois plus d’eau dans les océans, et certains scientifiques ont émis l’hypothèse que l’eau du manteau fait partie d’un «cycle de l’eau de la Terre entière».  L'eau dans le manteau est dissoute dans divers minéraux près de la zone de transition entre le manteau supérieur et inférieur de la Terre. À des températures de 1 100 °C et des pressions extrêmes retrouvées profondément sous terre, l'eau se décompose en hydroxyles et en oxygène. L'existence de l'eau a été prédite expérimentalement en 2002, et des preuves directes de l'eau ont été trouvées en 2014 sur la base de tests sur un échantillon de ringwoodite. Des preuves supplémentaires de grandes quantités d'eau dans le manteau ont été trouvées dans les observations de la fusion dans la zone de transition du projet USArray. L'eau liquide n'est pas présente dans la ringwoodite, mais les composants de l'eau (hydrogène et oxygène) sont retenus comme ions hydroxyde.